# Ousmane Sidibé
Ousmane Sidibé (Parigi, 23 aprile 1985) è un ex calciatore guineano con cittadinanza francese, di ruolo difensore.

## Carriera

### Nazionale
Nato a Parigi da genitori originari della Guinea, ha esordito con la nazionale guineana nel settembre 2015 contro lo Zimbabwe.
Nel 2019 ha partecipato alla Coppa d'Africa.